# Łabędzki obóz NKWD
Łabędzki obóz NKWD – obóz przejściowy dla ludności miejscowej, prowadzony przez NKWD w Łabędach (obecnie dzielnica Gliwic) w 1945 roku.

## Historia
Obóz został utworzony na początku lutego 1945 roku na terenie Dużego Osiedla (niem. Grosse Siedlung) w Łabędach koło Gliwic. Obejmował on domy mieszkalne w obrębie obecnych ulic: Wolności, Partyzantów, Wieniawskiego i Ks. Popiełuszki (nazwy współczesne). Mieszkańców tych domów wysiedlono, a teren otoczono drutem kolczastym. Radzieckie władze Łabęd, poprzez ogłoszenia rozlepiane na murach, wezwały wszystkich mężczyzn w wieku od 17 do 50 lat do stawienia się do pracy przymusowej. Należało zabrać z sobą odzież, środki czystości i jedzenie na dwa tygodnie.
12 lutego 1945 roku setki mężczyzn z okolicy stawiły się na wezwanie. Zakwaterowano ich po kilkanaście osób w jednym pokoju. Codziennie wyruszali z obozu do pracy przy rozbiórce urządzeń w okolicznych zakładach przemysłowych oraz przy budowie torów kolejowych o szerokim rozstawie. Tory te zaczynały się na stacji kolejowej w pobliskich Pyskowicach i prowadziły na wschód.
Już na początku marca zaczęły z Pyskowic odjeżdżać pierwsze transporty więźniów w głąb ZSRR. Obóz zlikwidowano prawdopodobnie w połowie 1946 roku. Przeszło przez niego kilkadziesiąt tysięcy osób, również z dalszych terenów, np. z dzisiejszego województwa opolskiego. Dane te są szacunkowe, gdyż do tej pory nie ma opracowania na ten temat. Nieznana też jest na razie dokumentacja obozu. Wszystkie powyższe informacje pochodzą od osób internowanych w obozie i od innych bezpośrednich świadków.